# アウクスブルク同盟

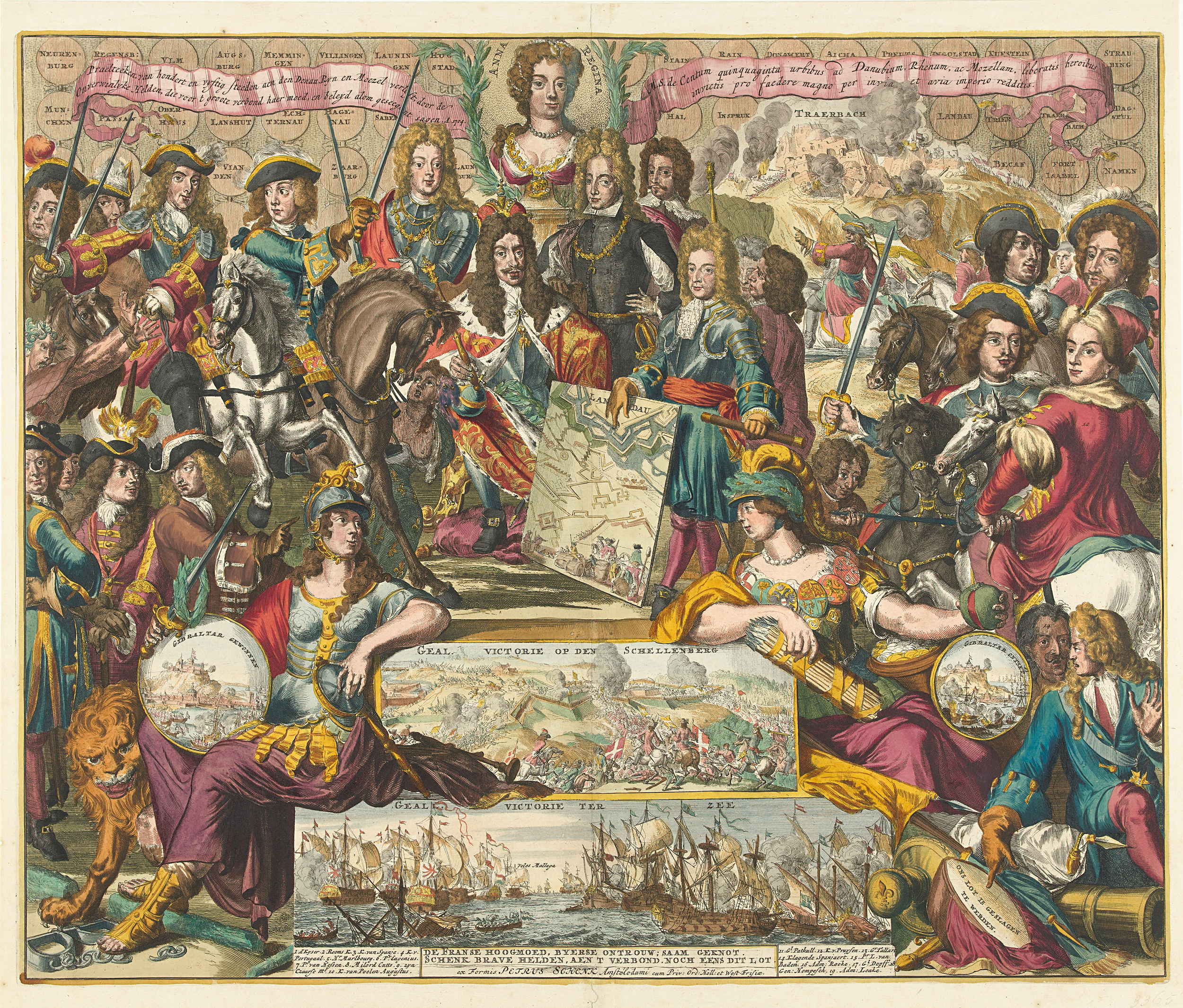
1704年、シェレンベルクの戦いで、大同盟がフランスに勝利した事を表したアレゴリー

アウクスブルク同盟（アウクスブルクどうめい、独: Augsburger Allianz, 英: Alliance of Augusburg）は、1686年に西ヨーロッパ諸国で結成された対フランス同盟。

## 概要
神聖ローマ皇帝レオポルト1世を始め、バイエルン選帝侯、ブランデンブルク選帝侯、プファルツ選帝侯、スペイン、スウェーデン、オランダ共和国などが参加した。1688年ルイ14世がドイツ（神聖ローマ帝国）のプファルツ選帝侯領に侵攻したことによってアウクスブルク同盟戦争（プファルツ継承戦争）となり、名誉革命により1689年にウィリアム3世が即位するとイングランドも同盟側で参戦した。戦争は主にスペイン領ネーデルラント（現ベルギー）で行われ、1697年のライスワイク条約によって終結した。イングランド参戦後は大同盟（英: Grand Alliance）とも呼ばれる。